# Helena Rasiowa
Helena Rasiowa (née le 20 juin 1917 – morte le 9 août 1994) est une mathématicienne polonaise. Elle s'est spécialisée dans les fondements des mathématiques et dans la logique algébrique.

## Biographie
Rasiowa naît à Vienne en 1917 de parents polonais. Dès que la Pologne regagne son indépendance en 1918, la famille s'établit à Varsovie. Très tôt, Helena Rasiowa manifeste un certain intérêt pour les mathématiques.
En 1938, elle doit interrompre ses études. Sa famille est contrainte de fuir le pays et de se réfugier en Roumanie. La famille passe ainsi un an à Lviv puis, après l'invasion de l'Union soviétique, retourne à Varsovie, bien que la vie y soit dangereuse sous l'occupation nazie.
Rasiowa prépare un mémoire sous la supervision de Jan Łukasiewicz et Bolesław Sobociński (pl). En 1944, l'insurrection de Varsovie éclate et la ville en sort presque totalement détruite. Cela n'est pas seulement dû aux combats immédiats, mais aussi à la destruction systématique lors de la répression du soulèvement. La thèse de Rasiowa brûle avec sa maison. Elle-même survit avec sa mère dans une cave recouverte par les ruines du bâtiment démoli.
Après la Seconde Guerre mondiale, elle enseigne dans le secondaire. Mais elle rencontre le mathématicien Andrzej Mostowski qui l'incite à revenir à l'université. Elle réécrit sa thèse de maîtrise en 1945 et, l'année suivante, commence une carrière académique en tant qu'assistante à l'université de Varsovie, institution à laquelle elle reste liée jusqu'à la fin de sa vie. À l'université, elle prépare et défend sa thèse de doctorat, Algebraic Treatment of the Functional Calculi of Lewis and Heyting, en 1950, sous la direction d'Andrzej Mostowski. Cette thèse sur la logique algébrique lance sa carrière en contribuant à l'école de logique de Lwów-Varsovie. En 1956, elle obtient son deuxième diplôme universitaire, le doktor nauk (équivalent de l'habilitation), à l'Institut de mathématiques de l'Académie polonaise des sciences, où, entre 1954 et 1957, elle occupe un poste de professeur associé. Elle devient professeur en 1957, puis professeur titulaire en 1967. Ces résultats de recherche en font une pionnière dans la compréhension des liens entre la logique et les fondements de l'informatique.

## Publications
- (en) The Mathematics of Metamathematics (1963, co-écrit avec Roman Sikorski)
- (en) An Algebraic Approach to Non-Classical Logics (1974)